# San Paolo Solbrito
San Paolo Solbrito ist eine Gemeinde in der italienischen Provinz Asti (AT), Region Piemont.

## Lage und Einwohner
San Paolo Solbrito liegt 24 km westlich von der Provinzhauptstadt Asti entfernt. Das Gemeindegebiet umfasst eine Fläche von elf km² und hat 1162 Einwohner (Stand 31. Dezember 2023). Die Nachbargemeinden sind Dusino San Michele, Montafia, Roatto, Villafranca d’Asti und Villanova d’Asti.

## Kulinarische Spezialitäten
Bei San Paolo Solbrito werden Reben der Sorte Barbera für den Barbera d’Asti, einen Rotwein mit DOCG Status, sowie für den Barbera del Monferrato angebaut.